# 志摩市立磯部中学校
志摩市立磯部中学校（しましりついそべちゅうがっこう）は、三重県志摩市磯部町恵利原にある、公立の中学校である。通称は磯中（いそちゅう）。2014年（平成26年）5月現在の生徒数は193人で、志摩市内では文岡中、志摩中に次いで3番目に多い。

## 概要
人権教育が盛んである。旧磯部町時代は週1回の道徳の時間をほぼすべて人権学習に充てている。
- 所在地：三重県志摩市磯部町恵利原1300
- 敷地面積：8477坪

## 沿革
- 1947年（昭和22年）4月 - 磯部村立磯部中学校として設立。
- 1947年4月15日 - 磯部小学校の西校舎を借用して授業を開始。
- 1947年4月30日 - 三重県公立青年学校磯部実務高等学校を併設｡（1948年3月廃止）
- 1947年5月5日 - 開校式挙行｡
- 1948年（昭和23年）2月26日 - 校舎新築起工式を挙行。
- 1948年7月10日 - 度会郡神原村東部の生徒71人を委託受け入れ。（神原村立神原中学校成基分校を吸収[4]。）これにより、現在の校区が確定。
- 1949年（昭和24年）2月26日 - 校舎落成式を催行｡
- 1955年（昭和30年）2月11日 - 市町村合併により磯部町立磯部中学校となる。
- 1956年（昭和31年）8月 - 図書館・調理室・図工室竣工｡
- 1961年（昭和36年）11月6日 - 体育館竣工｡
- 1964年（昭和39年）3月20日 - プール完成｡[5]（現在はテニスコートになっている。）
- 1971年（昭和46年）8月26日 - 女子バレーボール部、東海大会優勝。
- 1972年（昭和47年）4月17日 - 学校給食が開始。
- 1972年8月23日 - 女子バレーボール部、東海大会優勝。
- 1983年（昭和58年）7月 -校舎改築工事開始。
- 1985年3月30日 - 新校舎落成。
- 1995年（平成7年）8月 - 運動場拡張が完了｡
- 1996年（平成8年）10月17日 - 新体育館が完成。
- 2004年（平成16年）10月1日 - 市町村合併により志摩市立磯部中学校になる。
- 2005年 - エレベータ設置。
- 2007年 - 相撲部、東海大会団体戦第三位。
- 2008年 - 相撲部、全国大会団体戦準優勝。個人戦優勝、準優勝、第三位。東海大会団体戦優勝。
- 2009年 - 相撲部、全国大会団体戦準優勝。個人戦第三位。東海大会団体戦優勝。個人戦優勝、準優勝。
- 2012年 - 相撲部、東海大会団体戦第三位。
- 2013年 - 相撲部、東海大会団体戦第三位。
- 2015年 - 相撲部、東海大会団体戦準優勝。
- 2016年 - 相撲部、東海大会団体戦優勝。
- 2017年 - 相撲部、全国大会個人戦、準優勝。東海大会団体戦優勝。個人戦第三位。

## 施設

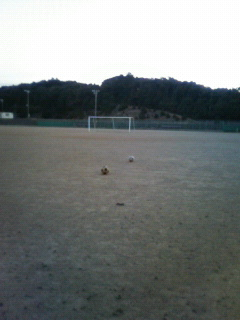
グラウンド

- 校舎 - 「エ」の字形をしている。3階建て。
- 体育館
- 技術棟
- 中庭 - 体育館と技術科棟の間にある。
- 部室棟
- グラウンド
- テニスコート

## 通学区
磯部小学校区と同じである。 
- 磯部町五知
- 磯部町沓掛
- 磯部町山田
- 磯部町上之郷
- 磯部町恵利原
- 磯部町迫間
- 磯部町穴川
- 磯部町下之郷
- 磯部町飯浜
- 磯部町坂崎
- 川辺[6]
- 磯部町山原
- 磯部町栗木広
- 磯部町檜山
- 夏草[7]

## 校歌
- 作詞
- 作曲
- 3番まであり、学校区の名所である「神路川（磯部川）」・「伊雑ノ浦（いぞうのうら）」・「青の峰（青峰山）」が各番の歌い出しに登場する。
- 歌詞中の「栄えあれ」を「さ、か、え、あ、れー」と区切って歌う（スタッカート）のが特徴的である。

## 学校行事
- 4月 - 始業式、入学式、遠足、修学旅行
- 7月 - 終業式
- 9月 - 始業式、体育大会
- 10月 - 文化祭
- 12月 - 終業式
- 1月 - 始業式
- 2月 - マラソン大会、人権フェスティバル[3]
- 3月 - 卒業式、終了式

## 生徒会活動
- 本部：会長1名、役員5名で構成。
- 生活委員会
- 文化委員会
- ガーデニング委員会
- 図書委員会
- 保険委員会
- ランチ委員会

・放送委員会

## 部活動
1年生は必ず所属しなければならない。以下に2012年現在活動している部を列記する。
- 野球部
- サッカー部
- 陸上部
- 男子バスケットボール部
- 女子バスケットボール部
- 女子バレーボール部
- 創作美術部
- ブラスバンド部
- 相撲部：校内に稽古場が無いため志友館相撲道場で活動をしている。
- バドミントン部

## 過去の部活
- 卓球部　現在は廃部。
- 駅伝部：駅伝のシーズンに結成される。

## 進路
ほぼすべての生徒が高等学校へ進学する。伊勢市の高等学校へ進学する者も多い。

## 交通
- 近鉄志摩線志摩磯部駅より徒歩約13分（約1.1km）
- 三重交通磯部バスセンターより徒歩約9分（約700m）

なお、自宅から中学校までの距離が2kmを超えた場合、自転車による通学が認められている。

## 出身者
- 朝玉勢大幸 - 大相撲力士（高砂部屋）[8]
- 朝志雄亮賀 - 大相撲力士（高砂部屋）[9]